# Glaciar Fedchenko
O glaciar Fedchenko (em russo Федченко ou transliterado como Fedcenko) é um grande glaciar situado nas montanhas Pamir, no Tajiquistão central. Trata-se de um glaciar longo e estreito, com um comprimento de cerca de 77 km, cobrindo uma área superior a 700 km², o que o torna no glaciar mais comprido do mundo fora das regiões polares.
A espessura máxima deste é de cerca de 1000 metros, sendo o seu volume em conjunto com dezenas de tributários estimado em cerca de 144 km³, ou seja, cerca de um terço do volume do lago Erie.
O glaciar segue para nordeste do pico Garmo (6595 m de altitude), começando a uma altitude de 6200 m e acabando por derreter e formar o rio Balandkiik, perto da fronteira com o Quirguistão, a uma altitude de 2909 m. As suas águas acabam posteriormente por incorporar os rios Muksu, Vakhsh e Amu Dária. 
Apesar de descoberto em 1878 foi apenas em 1928 que foi totalmente explorado. O seu nome foi atribuído em honra do explorador russo Alexei Pavlovich Fedchenko (não foi o seu descobridor).
O governo tajique expressou recentemente preocupação pelo facto deste e de outros glaciares nas montanhas Pamir estarem a se reduzir devido ao fenómeno de aquecimento global, diminuição esta que poderá colocar em causa o abastecimento da extensa rede hidroeléctrica, quase que exclusivamente dependente da água proveniente dos glaciares.